# Micaela Reis
Micaela Reis, tên đầy đủ là Micaela Patrícia Reis là một hoa hậu của Angola. Cô sinh năm 1988 tại Lisbon, Bồ Đào Nha và lớn lên tại thành phố Luanda, thủ đô Angola. Micaela mang trong mình hai dòng máu: cha là người Bồ Đào Nha còn mẹ là người Angola. Tháng 12 năm 2006, cô đăng quang danh hiệu Hoa hậu Angola 2007 và được quyền đại diện cho đất nước mình tham dự các cuộc thi sắc đẹp quốc tế lớn. Tại cuộc thi Hoa hậu Hoàn vũ 2007 tổ chức tại México, cô lọt Top 10 chung cuộc. Vào ngày 1 tháng 12 năm 2007, cô giành danh hiệu Á hậu 1 trong cuộc thi Hoa hậu Thế giới 2007 tổ chức ở Sanya, Trung Quốc.
Tại cuộc thi Hoa hậu Hoàn vũ Micaela cũng được đánh giá rất cao và cô còn được bình chọn là hoa hậu ứng xử hay nhất.Cô đã mang thành tích vẻ vang cho đất nước Angola và đặc biệt hơn là Lục địa đen. Cô có một thân hình quyến rũ nóng bỏng và cũng được lọt vào Top 5 thí sinh điểm cao nhất trong phần thi áo tắm (9.150 điểm). Trong phần thi dạ hội,cô được xếp ở vị trí thứ bảy (8.363 điểm). Micaela đã mang về thành tích tốt nhất trong lịch sử tham dự hoa hậu hoàn vũ của Angola (trước khi Leila Lopes giành chiến thắng tại Hoa hậu Hoàn vũ 2011). Dù không đoạt vương miện hoa hậu hoàn vũ (Hoa hậu Nhật Bản đăng quang) nhưng Micaela cũng đạt được thành tích xuất sắc với danh hiệu Á hậu 1 tại Hoa hậu Thế giới 2007. Micaela Reis đã mở ra một cái nhìn khác về các người đẹp lục địa đen.Những thành tích của cô là hoàn toàn xứng đáng.